# 許中田
許 中田（きょ ちゅうでん、1940年7月 - 2002年10月24日）は、中華人民共和国の官僚・政治家。吉林省伊通県出身。元人民日報社総編集長、社長。

## 経歴
1940年7月、満州国吉林省伊通県で生まれる。1963年8月に東北師範大学中文系を卒業。以後、吉林省遼源市中学教員、遼源市教育局副科長、中学副校長、遼源市教育局局長・党委員会書記、遼源市副市長・党委員会副書記、吉林省新聞出版局副局長・党組副書記・吉林省新聞出版局局長・党組書記、吉林省党委員会広報部副部長、吉林省党委員会常務委員を歴任した。
1995年7月、中央に移り、人民日報社副社長（次官）に就任。1996年からは中国新聞業協会の主席も務めていた。1997年9月、中国共産党第15回全国代表大会で党中央紀律委員会委員に選出される。1998年、同社総編集長、社長に昇格。2002年に党の16大代表に選ばれました。2002年10月24日、北京市で病気のため死去した。62歳。